# 长柄芥属
长柄芥属（学名：Macropodium）是十字花科下的一个属，为多年生草本植物。该属共有2种，分布于中亚、萨哈林岛、日本北部。